# Netmarble
NetMarble Corp. (in coreano : 넷마블 주식회사) è una casa di sviluppo sudcoreana, nonché la più grande società produttrice di videogiochi mobili fondata nel 2000 da Bang Jun-hyuk.

## Storia
Netmarble ha sviluppato e pubblicato Lineage 2: Revolution nel 2015 e tuttora l'azienda continua ad aggiornare e portare nuovi contenuti dedicati ad esso. A partire dal 2019 L2R è diventato uno dei titoli per cellulari con il maggior incasso sul mercato, superando i 924 milioni di dollari in 11 mesi dalla sua uscita.
Netmarble sviluppa anche diversi giochi di ruolo per dispositivi mobili come Seven Knights, Raven (conosciuto come Evilbane negli Stati Uniti) e Everybody's Marble. Nel 2015 contava più di 3.000 dipendenti e serviva oltre 120 Paesi in tutto il mondo. Nel maggio 2017, Bang ha reso pubblica la società, raccogliendo 2,4 miliardi di dollari. Rivendica inoltre una grande partecipazione azionaria in SGN, uno sviluppatore di casual game, e ha una partnership con CJ ENM.
Dal 2015, la società ha concesso in licenza di proprietà della Disney per la produzione di titoli come Marvel Future Fight (2015), Disney Magical Dice (2016), e Star Wars: Force Arena (2017).
Nel 2018, Netmarble ha nominato Park Sean come nuovo CEO. Park, l'ex direttore strategico dell'operatore di KakaoTalk, è stato co-direttore di Netmarble con il capo in carica Kwon Young-sik.
Nell'aprile 2018, Netmarble ha acquisito il 25,71% di Big Hit Entertainment, l'agenzia dei gruppi musicali coreani BTS e TXT, diventando il suo secondo maggiore azionista. A partire dal 2021, Netmarble possiede il 19,31% di Big Hit Entertainment dopo aver cambiato il suo nome in HYBE Corporation.
Verso la fine del 2018 Netmarble ha annunciato di non poter più supportare Disney Magical Dice e Star Wars: Force Arena decidendo di chiudere entrambi i giochi, lasciando Future Fight come l'unico gioco supportato e basato su Disney.
Nel febbraio 2021, la società ha acquisito lo sviluppatore Kung Fu Factory con sede a Los Angeles.
Nel 2021, gli azionisti di Netmarble erano Bang Jun-hyuk (24,12%), CJ ENM (21,78%), Tencent (Han River Investment Pte. Ltd.) (17,52%), NCsoft Corp. (6,8%) e altri (29,78%).

## Giochi
| Anno | Titolo                           | Sviluppatore         | Editore      | Nota                                   |
| ---- | -------------------------------- | -------------------- | ------------ | -------------------------------------- |
| 2003 | GunZ: The Duel                   | MAIET Entertainment  | Netmarble    | Editore solo in Corea                  |
| 2003 | Grand Chase                      | KOG Studios          | Netmarble    | Uno dei tanti editori                  |
| 2007 | SD Gundam Capsule Fighter Online | Softmax              | Netmarble    |                                        |
| 2008 | Uncharted Waters Online          | Koei Tecmo           | Netmarble    | Editore solo in Nord America ed Europa |
| 2008 | Prius Online                     | CJI                  | Netmarmo     |                                        |
| 2012 | Scarlet Blade                    | Liveplex             | Netmarble    |                                        |
| 2012 | District 187: Sin Streets        | Netmarble            | Microsoft    |                                        |
| 2014 | Seven Knights                    | Netmarble            | Netmarble    |                                        |
| 2015 | Marvel Future Fight              | Netmarble Monster    | Netmarble    |                                        |
| 2016 | Lineage 2: Revolution            | Netmarble Neo        | Netmarble    |                                        |
| 2017 | Star Wars: Force Arena           | Netmarble            | Lucasfilm    | Chiuso il 12 gennaio 2019.             |
| 2017 | Arena of Valor                   | TiMi Studio Group    | Netmarble    | Editore solo in Corea.                 |
| 2018 | The King of Fighters All Star    | Netmarble            | SNK          |                                        |
| 2018 | BTS World                        | Takeone Company Corp | Netmarble    |                                        |
| 2020 | Seven Knights 2                  | Netmarble            | Netmarble    |                                        |
| 2020 | Seven Deadly Sins: Grand Cross   | Netmarble            | Netmarble    |                                        |
| 2021 | Marvel Future Revolution         | Netmarble            | Netmarble    |                                        |
| 2022 | Ni no Kuni: Cross Worlds         | Netmarble            | Level-5      |                                        |
| 2022 | Paragon: The Overprime           | Team Soul Eve        | Netmarble    |                                        |
| 2025 | Solo Leveling:Arise              | Netmarble            | NetmarbleNeo |                                        |
| 202? | Shangri - La Frontier            | Netmarble            |              |                                        |